# 鳌阳镇
鳌阳镇，是中华人民共和国福建省宁德市寿宁县下辖的一个乡镇级行政单位。

## 行政区划
鳌阳镇下辖以下地区：
北凤社区、升平社区、蟾溪社区、梅溪社区、大同社区、鳌东社区、茗溪村、安漳村和横程村。